# Olmo al Brembo
Olmo al Brembo là một đô thị ở tỉnh Bergamo trong vùng Lombardia của nước Ý, có vị trí cách khoảng 70 km về phía đông bắc của Milano và khoảng 45 km về phía bắc của Bergamo. Tại thời điểm ngày 31 tháng 12 năm 2004, đô thị này có dân số 522 người và diện tích là 7,8 km².
Olmo al Brembo giáp các đô thị: Averara, Cassiglio, Mezzoldo, Piazza Brembana, Piazzatorre, Piazzolo, Santa Brigida.
Olmo al Brembo is an ancient village built along Strada Priula.
At 15 km from there is Passo San Marco a pass that link Valle Brembana và Valtellina

## Notable residents
Roberto Regazzoni, meteorologist.